# Micki i Maude
Micki i Maude (títol original: Micki & Maude) és una pel·lícula estatunidenca dirigida per Blake Edwards, estrenada l'any 1984, amb Dudley Moore i Amy Irving. Ha estat doblada al català.

## Argument
Periodista de televisió, Rob està casat des de fa set anys amb Micki, una brillant advocada que té una carrera privilegiada i retarda el moment de ser mare. Aquesta situació desespera Rob, que es torna boig d'alegria quan la seva amant, Maude, una bella violoncel·lista, li anuncia que està embarassada. Quan ell s'afanya a demanar el divorci per casar-s'hi, Micki li revela que ella també espera un fill. Inhàbil de renunciar a l'una o a l'altre d'aquestes dones, Rob es converteix en bigam. La seva vida es transforma llavors en una autèntica marató, un anar i venir entre els domicilis de les seves dues esposes i la preparació dels dos naixements, Rob és incapaç de confessar la veritat malgrat el suport del seu amic Leo. Un cop la veritat és descoberta, la història s'acabarà amb una visió utòpica de la vida en grup.

## Repartiment
- Dudley Moore: Rob Salinger
- Ann Reinking: Micki
- Amy Irving: Maude Guillory
- Richard Mulligan: Leo
- George Gaynes: Dr. Glztszki
- Wallace Shawn: Dr. Fibel
- H.B. Haggerty: Barkhas Guillory
- John Pleshette: Hap Ludlow
- Andre Rousimmoff: el lluitador de catch
- Lee Leonard: la infermera Verbeck
- George Coe: el governador Lanford

## Premis i nominacions
Premis
- Globus d'Or al millor actor musical o còmic per Dudley Moore

Nominacions
- Globus d'Or a la millor pel·lícula musical o còmica